# Wspomnienia (film)
Wspomnienia (hiszp. Memorias del subdesarrollo) – kubański dramat filmowy z 1968 roku w reżyserii Tomása Gutiérreza Alei, zrealizowany na podstawie powieści Edmundo Desnoesa.
Film poświęcony jest wspomnieniom kubańskiego pisarza z burżuazyjnej rodziny, który po rewolucji i dojściu do władzy Fidela Castro decyduje się pozostać w kraju, podczas gdy cała jego rodzina ucieka do Miami. Nad krajem ciąży również widmo inwazji w Zatoce Świń.
Wspomnienia mają opinię jednego z najważniejszych latynoamerykańskich filmów wszech czasów. Obraz zdobył Nagrodę FIPRESCI na MFF w Karlowych Warach. Peter Bradshaw z pisma „The Guardian” pisał: „Ten porywający film, z mieszanką swobodnych scen dialogowych, zdjęć i materiałów dokumentalnych, wyczarowuje niepewny nastrój Hawany tuż po rewolucji”. Zdaniem recenzenta „The Hollywood Reporter” film Gutiérreza Alei wykracza poza typową komunistyczną propagandę: „Dla młodych widzów, którzy uważają Kubę za odciętą od świata, zaściankową kapsułę czasu, Wspomnienia będą przydatnym, a czasem porywającym punktem odniesienia, aby skorygować tę opinię”.